# Pérák
Pérák je fiktivní český válečný hrdina z doby druhé světové války. V období Protektorátu Čechy a Morava se objevila městská legenda o podivném skákajícím člověku, který mimo jiné bojoval proti německým okupantům. Tento člověk tehdy dostal jméno Pérák. Díky pružinám na nohách, s nimiž dokázal přeskakovat i ulice nebo například jedoucí vlak, později získal (zejména díky lidovým povídačkám) takové nadpřirozené schopnosti, že prý dokázal přeskočit celé vltavské údolí. Pérák nebyl nikdy dopaden. Po válce byl zobrazen také jako první český superhrdina.

## Legenda

### Pérákova podoba
Pérák byl popisován jako muž s pružinami na nohách, podivnou maskou a svítícíma rudýma očima.[zdroj?] Pérák sabotoval německé válečné hospodářství, škodil Němcům a kolaborantům, přesto se jej bály i ženy ve Vysočanech a odmítaly chodit na noční směny.
Pérák byl za nacistické okupace považován za skutečnou osobu z masa a kostí, která byla před svou prací superhrdiny nejspíše artistou nebo vynálezcem[zdroj?]. Na rozdíl od amerických superhrdinů typu Superman apod. nevznikl Pérák z komiksu, ale teprve po válce podle něj vznikl film a ještě později komiks.

### Výskyt
Pérák byl údajně viděn ve více čtvrtích Prahy. Např. podle Jana Weisse měl být spatřen v Karlíně, Nuslích a na rozhraní Holešovic a Buben.
Pérák se však neobjevoval pouze v Praze, ale i v Drahelčicích na Kladensku, na kopcích nad Železným Brodem, na Pardubicku a mnoha dalších místech, nejčastěji však ve městech – na vesnicích byl vzácnější. Strach z Péráka jako násilníka měly i děti na Vysočině - v okolí Babic, Lučice, Okrouhlice a Veselého Žďáru. Jihlavský Pérák byl duševně nemocný německý zahradník, který děsil děti a byl po roce 1945 odsunut.
Pérákovou nejmocnější zbraní bylo vědomí Čechů, že existuje nepolapitelný superhrdina (první český „superman“) na jejich straně bojující proti Němcům. Přestože není prokázáno, že by Pérák skutečně existoval, legendy a povídačky posilovaly Čechy a děsily Němce. Protektorátní úřady se snažily Péráka bezvýsledně polapit.[zdroj?] Kdosi psal nápisy po zdech s podpisem Pérák, měl světelný kříž, s nímž strašil u Hořesedel, někdy se ozýval nelidským pískotem a podle některých vyprávění měl mít také nějakou omračující tyč[zdroj?].
Obdoba českého Péráka se měla objevovat také v 50. letech 20. století ve středním Německu, kde měl být nazýván Hüpfemann, Spiralhopser nebo Springteufel.

### Žiletkář
Další bytostí vyskytující se za dob protektorátu byl tzv. „žiletkář“, který údajně přepadal ženy a rozřezával jim šaty. (Z medicínského hlediska se ale obecně jedná o formu sexuální deviace, nesouvisející s touto městskou legendou.) Šeptanda měla dokonce takový dopad, že se oznámení přepadení „žiletkářem“ dostalo dvakrát před protektorátní soud; ten však rozhodl, že se v obou případech jednalo o přepadení předstíraná.
Pokusy o spojení osoby Žiletkáře s Pérákem označil český tisk krátce po válce za vládní pomluvy, kterým Pražané nevěřili. Stejně tak bezúhonnost Péráka hájil Jan Weiss, který legendy a šeptandy týkající se Péráka žertovným způsobem zaznamenal již v době Protektorátu (1943), v povídce Pérový muž.

### Fosforák
Další městskou legendou byl Fosforák, který se měl vyskytovat v Bratislavě v období Slovenského štátu. Byl oděn v černý trikot se zeleně fosforeskující kostrou. Tou děsil zejména osaměle jdoucí ženy, které olupoval.

## V populární kultuře

### Film
- V roce 1946 postava Péráka poprvé ožila na filmovém plátně prostřednictvím třináctiminutového animovaného filmu studia Bratři v triku Pérák a SS, režie Jiří Trnka a scénář Jiří Brdečka.[9]
- V roce 2013 vznikl první krátký hraný film Pérák (Pérák: Gott mit uns) v produkci Jakuba Košťála a režii Pavla Soukupa ml. Je v žánru noir/tajemno a v hlavních rolí se představil Jan Pohan, Miroslav Sabadin a Daniel Fajmon.[10]
- Roku 2016 vznikl další krátkometrážní animovaný film Pérák: Stín nad Prahou. Propojuje další pražské legendy Rychlé šípy a Golema.[11]

### Literatura

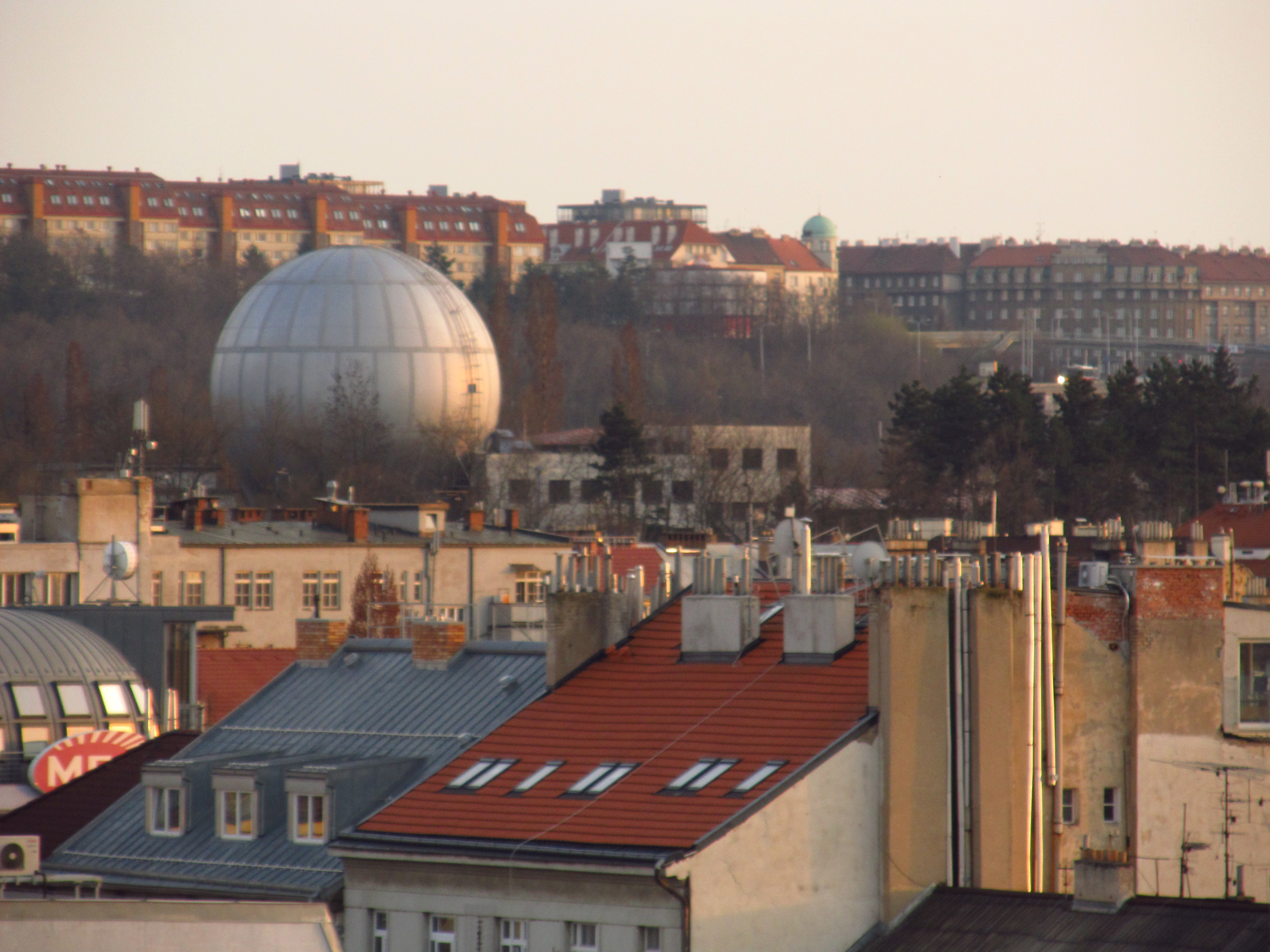
Ve fikci Petra Stančíka slouží Pérákovi jako základna Libeňský plynojem

### Divadlo
V letech 2011–2016 uvádělo Divadlo VOSTO5 akční historickou fikci s názvem PÉRÁK - na jméně nezáleží, rozhodují činy! v režii Jiřího Havelky.

### Videohry
V srpnu 2023 vyšla na Microsoft Windows platformová videohra Pérák a legendy Prahy.

Pérák na Žižkově (mural od umělkyně Toy Box)
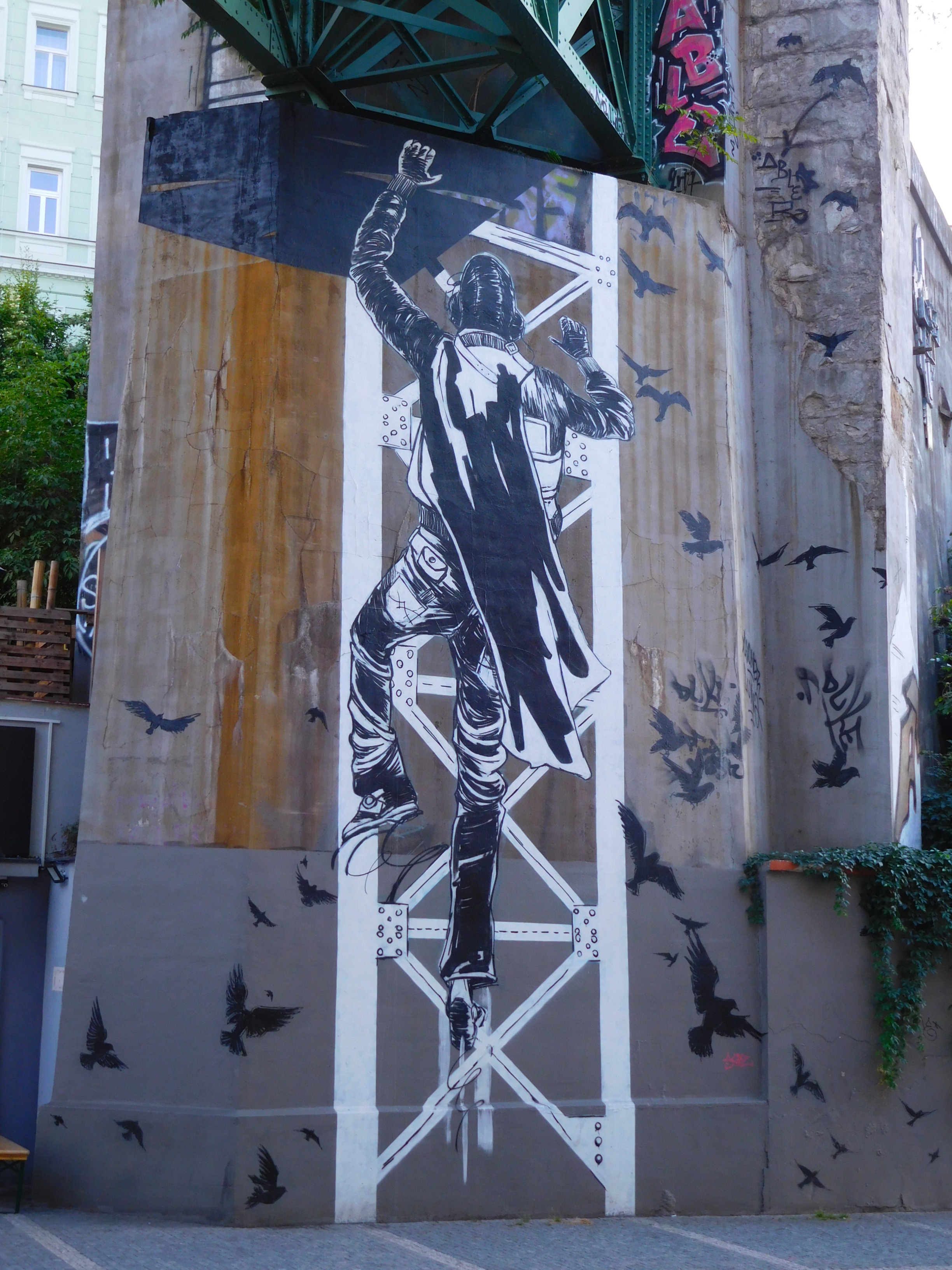
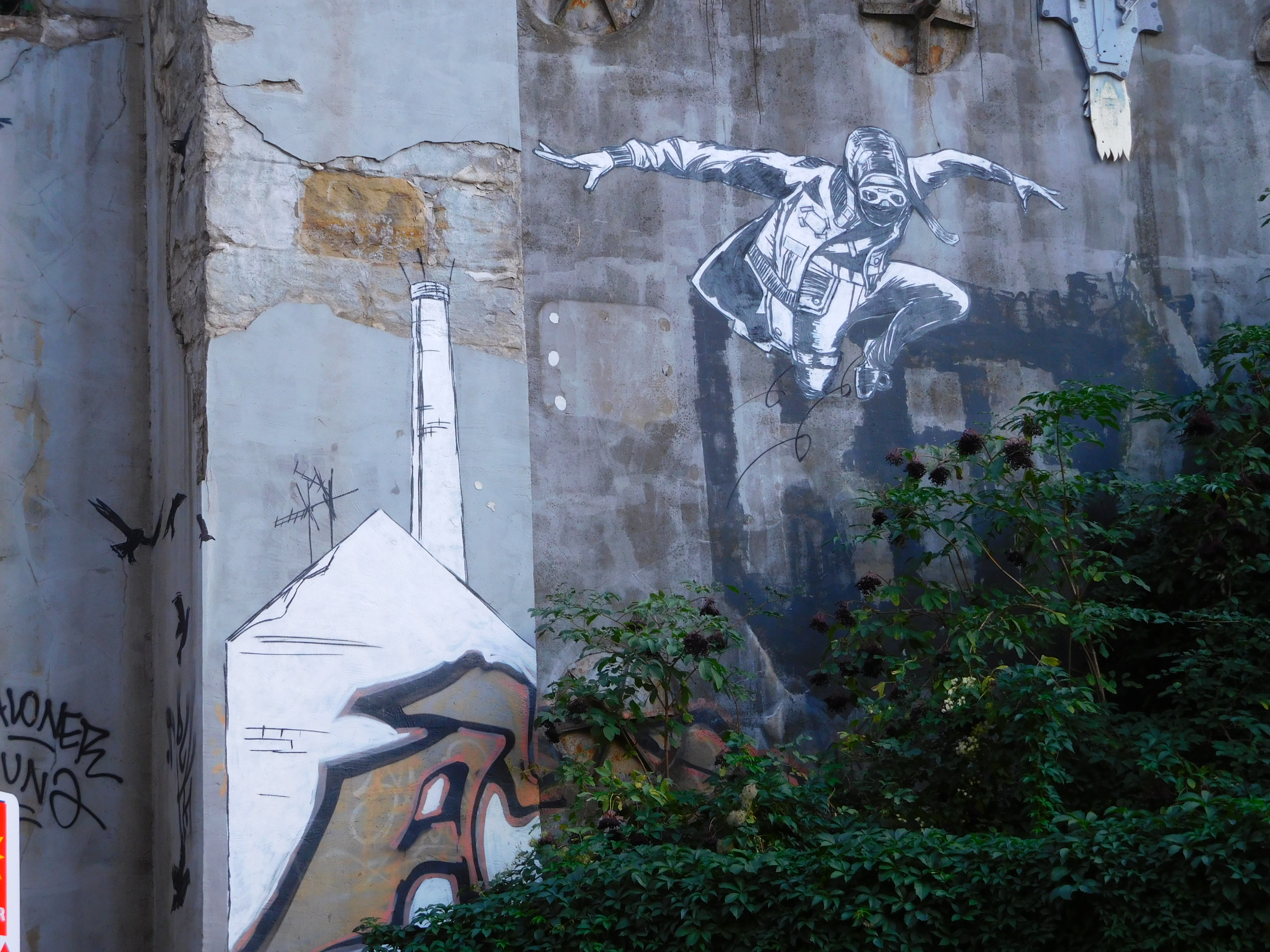
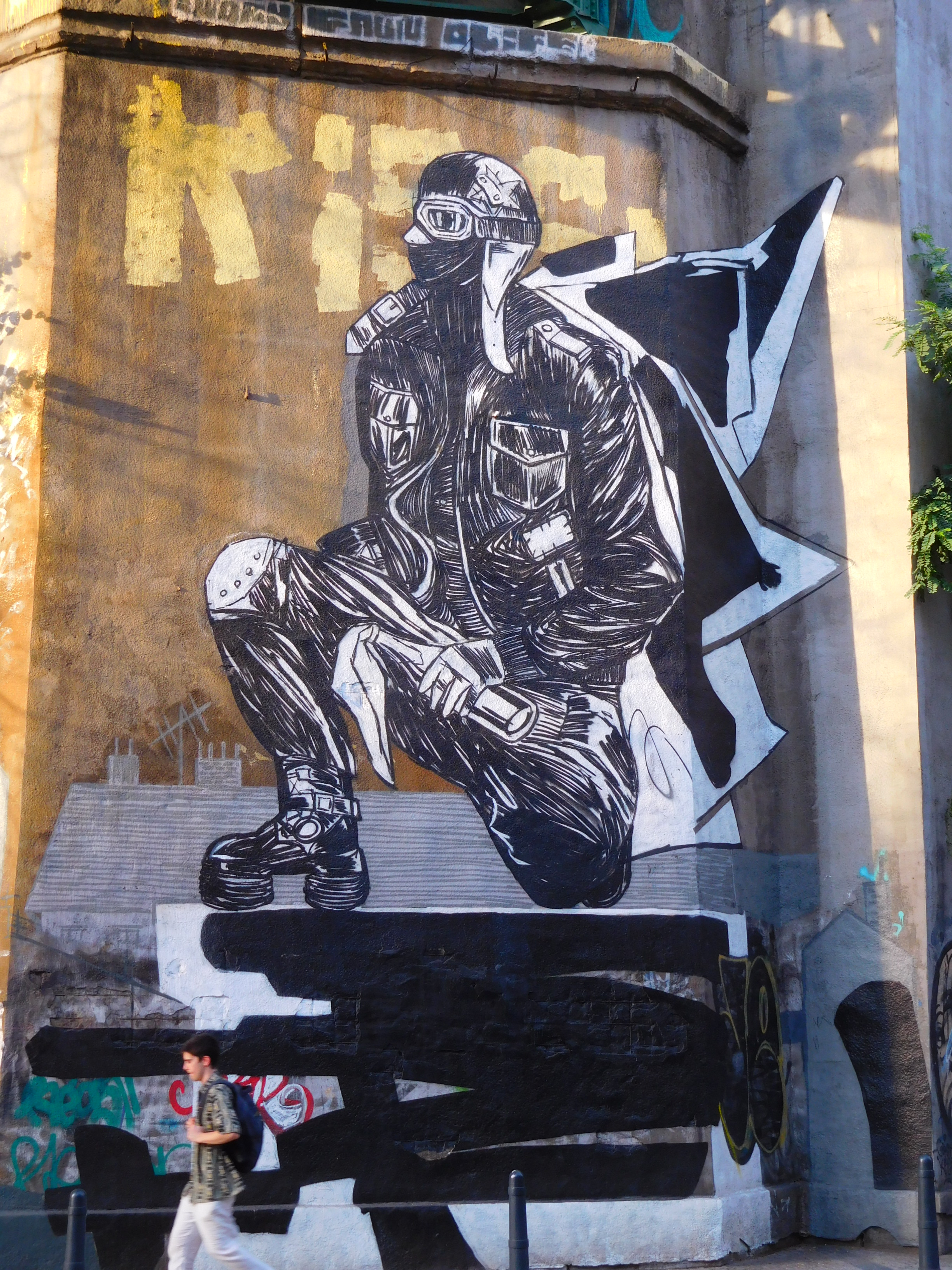

### Deskové hry
V roce 2023 začala vznikat desková hra České legendy s Pérákem v hlavní roli jako jedné z postav za kterou hrají ostatní hráči.

## Paralely
Podobné případy byly zaznamenány i jinde. V Anglii to byl v letech 1837–1904 Skákající Jack, později se objevoval i v USA. Určité podobnosti s postavou Péráka mají i další superhrdinové jako např. Zorro, tajemný hrdina z dob španělského kolonialismu v Kalifornii, pomáhající chudým a utiskovaným či Scarlet Pimpernel (česky Červený bedrník), tajemná postava anglického aristokrata z románů baronky Orczyové, která zachraňovala francouzské šlechtice v době francouzské revoluce.